# III Batallón Aéreo de Reemplazo
El III Batallón Aéreo de Reemplazo (III. Flieger-Ersatz-Abteilung) fue una unidad de la Luftwaffe de la Alemania nazi.

## Historia
Fue formado en abril de 1942 en Fráncfort del Óder.

## Comandantes
- Teniente coronel Richard Lorenz (9 de abril de 1942 - ?)
- Mayor Georg Fitze (? - 12 de marzo de 1945)
- Teniente coronel Friedrich Koch (12 de marzo de 1945 - 8 de mayo de 1945)